# 小林久志 (実業家)
小林 久志（こばやし ひさし、1954年11月12日 - ）は、日本の実業家。コスモ石油株式会社の元代表取締役社長。石油連盟の副会長も務めた。

## 人物
福島県出身。1977年、上智大学法学部卒業。同年4月、大協石油（現・コスモ石油）入社。福岡支店長、大阪支店長、執行役員販売統括部長、取締役常務執行役員、取締役専務執行役員等を経て、2015年、同社代表取締役社長に就任。2018年に同社を退社後、株式会社映像システムの取締役に就任(社外)。

## 略歴
- 1977年、上智大学法学部卒業後、同年4月、大協石油株式会社（現・コスモ石油株式会社）入社
- 2002年、同社福岡支店長
- 2004年、同社大阪支店長
- 2006年、同社執行役員販売統括部長
- 2008年、同社常務執行役員販売統括部長
- 2010年、同社常務執行役員
- 2011年、同社取締役常務執行役員
- 2014年、同社取締役専務執行役員
- 2015年、同社代表取締役社長
- 2018年、同社代表取締役社長を退任
- 2018年、株式会社映像システム取締役に就任(社外)